# Javier Ubanell
Javier Ubanell Ibarrola, nacido el 24 de junio de 1962 en Pamplona (Navarra, España). 
Es un ex pelotari español que fue seleccionado para disputar los Juegos Olímpicos de Barcelona en la modalidad de paleta cuero en trinquete. En dichos juegos la pelota vasca formó parte como deporte de exhibición, en la que se disputaron diversas modalidades. Formó parte junto a sus compañeros Altadill I, Fernando Mendiluce y Egaña II, logrando finalmente la medalla de plata tras la selección de Argentina.
También fue seleccionado para disputar los Campeonatos del Mundo de Pelota, disputados en 1986 en Vitoria, alcanzando la medalla de bronce, en 1990 en La Habana, logrando la plata y en 1994 en Bayona, llevándose el bronce.
A nivel nacional logró el Campeonato de España Juvenil en 1979, especializándose en trinquete cuando paso a categoría absoluta, siendo habitual en la selección española a lo largo de los 80 y 90.